# Raoul af Hällström
Gustav Torger Raoul af Hällström, född 14 februari 1899 i Tammerfors, död 17 januari 1975 i Helsingfors, var en finländsk journalist och regissör.  
af Hällström blev filosofie magister 1923 och genomgick 1922-1924 Svenska teaterns elevskola. Han var 1923-1965 fast medarbetare vid Svenska Pressen, sedermera Nya Pressen, därefter vid Helsingin Sanomat, och skrev teater- och danskritik.  
af Hällström var chef för Tammerfors teater 1942-1943 och för Kotkas stadsteater 1959-1965 samt anlitades flitigt som regissör av såväl svenska som finska scener; på Svenska teatern satte han upp ett 30-tal pjäser. af Hällströms specialitet var franska klassiker, främst Molière, som han iscensatte med stil och smak.

## Skrifter
- Filmstjärnor (1925 under pseudonymen Percy Bill)
- Siivekkäät jalat (1945)